# Отто Реттіг
Отто Реттіг (нім. Otto Roettig; нар. 22 липня 1887, Мюльгаузен — пом. 18 серпня 1966, Кассель) — німецький воєначальник часів Третього Рейху, генерал піхоти вермахту (1943) Вермахту. Учасник Першої та Другої світових воєн.

## Біографія
Військова кар'єра
- 2 жовтня 1905 — фанен-юнкер
- 14 червня 1906 — фенрих
- 27 січня 1907 — лейтенант
- 24 грудня 1914 — оберлейтенант
- 18 серпня 1916 — гауптман

- 13 липня 1921 — майор поліції
- 1 січня 1934 — оберстлейтенант поліції
- 1 квітня 1935 — оберст поліції

- 1 жовтня 1935 — оберст
- 1 червня 1939 — генерал-майор
- 1 червня 1941 — генерал-лейтенант
- 1 серпня 1943 — генерал від інфантерії

Отто Реттіг служив офіцером у Першу світову війну. У міжвоєнний період працював у поліції. Під час Другої світової війни служив у Вермахті, на першому етапі війни командував 198-ю піхотною дивізією. Навесні 1943 року Реттіг очолив LXVI резервний корпус, що готував особовий склад до подальших бойових дій. У середині 1943 року його призначили начальником Управління генерального інспектора у справах військовополонених ОКВ. Після капітуляції Німеччини, перебував у ролі військовополоненого у Великій Британії до 1947 року, зокрема на Айленд-Фарм.